# Спурій Сервілій Пріск (цензор)
Спурій Сервілій Пріск (лат. Spurius Servilius Priscus; V-IV століття до н. е.) — політик часів Римської республіки, цензор 378 року до н. е.

## Біографічні відомості
Про нього відомо вкрай мало. Ймовірно походив з плебейської гілки роду Сервіліїв. Згідно з джерелами його обрано цензором разом з Квінтом Клелієм Сікулом. Подробиць їхнього цензорства, як і подальшої долі Спурія Сервілія невідомо. Хоча за непевними даними він міг бути консулом у 372 році до н. е., але відомо, що народні трибуни Гай Ліциній Кальв та Луцій Секстій Латеран висунули нові законопроєкти, які викликали опір патриціїв. Закони були відвернені застосуванням права вето інших народних трибунів. Кальв і Латеран у відповідь п'ять років блокували своїм правом вето обрання куріальних посадових осіб, тому Спурій Сервілій Пріск не міг би бути обраним консулом.